# Музей восковых фигур (фильм)
«Музей восковых фигур» (англ. Waxwork) — американский фильм ужасов, снятый в 1988 году режиссёром Энтони Хикоксом. Фильм был отмечен наградами фестивалей фантастических фильмов в Брюсселе и Авориазе, а также был номинирован на кинопремию «Сатурн».

## Сюжет
Неизвестно откуда в городе появляется музей восковых фигур, в котором собраны самые страшные монстры в истории мистики. В музее восковых фигур можно увидеть 18 экспозиций, центральными героями которых являются: граф Дракула, «Призрак Оперы», ведьма, маркиз де Сад, оборотень, мумия, жрец вуду, зомби, убийца с топором, человек-невидимка, монстр Франкенштейна, «стручок» из фильма «Вторжение похитителей тел», демонический малыш из фильма «Оно живо», инопланетный монстр, цирковой урод Человек-кобра, Джек-Потрошитель, мистер Хайд и Гуль.
Зловещий хранитель музея приглашает группу школьников, модерновых припанкованных подростков, на презентацию открытия музея, которая должна состояться ровно в полночь. Придя в музей, они обнаруживают «неполноценность» коллекции — некоторым восковым миниатюрам не хватает героев.
Утром по дороге в школу подруги Сара и Чайна увидели музей восковых фигур, которого раньше не было. Хранитель музея пригласил их в полночь на закрытый показ, разрешив привести с собой друзей, но не более шести человек. В назначенное время подростки отправились на показ в музей, но двое в последний момент решили отказаться от затеи. В зале их взору предстали 18 экспозиций с самыми страшными злодеями за всю историю человечества. Тони, захотевший закурить в зале, пожелал вернуть свою зажигалку, которая непостижимым образом отскочила от руки и упала за ограждение экспозиции. Он проходит за барьер и попадает в сюжет ожившей экспозиции, посвящённой оборотню, где хозяин дома в полнолуние превращался в зверя. Впоследствии Тони был укушен в руку и, находясь в процессе превращения в оборотня, вслед за хозяином дома убит серебряной пулей, став жертвой экспозиции. Чайна, заворожённо смотревшая на экспозицию, посвящённую графу Дракуле, проходит за барьер и попадает в замок, где её кусает хозяин, принося её в жертву экспозиции. Сара, заворожённая экспозицией, посвящённой маркизу де Саду, готова уже была переступить барьер, но Марк в последний момент воспрепятствовал этому, не позволив ей стать очередной жертвой музея. Марк и Сара, не найдя своих друзей в музее, возвращаются домой. Друг Чайны, решивший поискать свою подругу в музее, становится жертвой экспозиции «Призрак Оперы».
На следующий день Марк обращается в полицию, где он узнаёт, что за последние две недели пропали 13 человек. В поисках истины инспектор Робертс и Марк направляются в паноптикум, но так ничего и не выяснив, покидают здание музея. В поисках улик инспектор тайно проникает в музей. Инспектор, интересовавшийся египетской историей, проходит за барьер и попадает в экспозицию, посвящённую мумии, где присоединяется к
археологической экспедиции, которая в тот момент открывает и тем самым оскверняет гробницу Рауля. Мумия, охранявшая гробницу Рауля, убивает профессора, а Найджел (инспектор Робертс) вместе с девушкой оказывается погребённым под крышкой саркофага фараона. Тем временем Марк приводит Сару на чердак, где хранились старые вещи его деда. Из статьи старой газеты они узнают о неком мистере Линкольне, который был похож на хранителя музея. Также из газеты они узнают, что мистер Линкольн убил деда Марка — миллионера Майкла Лофтмора, украл из его дома коллекцию артефактов и бесследно исчез. Хранитель музея, который как две капли воды был похож на мистера Линкольна из газеты, по прошествии времени ничуть не состарился.
За разъяснениями Марк и Сара приходят к сэру Уилфреду. От него они узнают, что он и дед Марка собирали разные вещи, среди которых было 18 предметов, принадлежавших самым страшным злодеям человечества. Мистер Линкольн, изучавший чёрную магию, продал душу дьяволу и теперь выполняет поручения Сатаны. У вуду есть поверье: если сделать восковую фигуру из злого человека, использовать вещь, принадлежавшую ему при земной жизни, и скормить ему душу поверившего в него человека, то можно вернуть его к жизни. Линкольн воссоздал эпоху каждого и решил оживить всех этих злодеев, а сам лишь наблюдает до того дня, когда число жертв достигнет 18. Когда злодеи оживут, они уничтожат мир своей одержимостью. И остановить это можно до начала событий, но не после.
Марк и Сара, захватив с собой баллончики с бензином, пробрались в музей, чтобы сжечь его, и в первую очередь те фигуры, которым ещё не была принесена жертва. Сара всё-таки не смогла удержаться от соблазна посмотреть поближе и, пройдя барьер, попала в экспозицию, посвящённую маркизу де Саду. А Марк не по своей воле попадает в экспозицию с зомби. Пока маркиз де Сад показывает Сару английскому принцу как новую жертву для истязания, Марк параллельно этому попадает на кладбище, где всё кишит зомби. Ожившие мертвецы преследуют его до ворот кладбища, у которых находится барьер, препятствующий выходу. Марк убеждает себя, что он в них не верит, и возвращается обратно в зал музея. Марк помогает Саре выбраться и не стать жертвой экспозиции с маркизом де Садом, убедив её, что эти люди не могут причинить зла, если она в них не верит. В это время в музее оказываются их друзья. Джемма становится жертвой экспозиции, посвящённой маркизу де Саду, а Джеймс — экспозиции с зомби.
После того как 18 экспозиций получили свои жертвы по повелению своего хозяина, они оживают. Марк и Сара оказываются в западне, находясь в здании музея. На подмогу приходит вооружённая толпа людей во главе с сэром Уилфредом. Во время противостояния людей с ожившим злом в музее происходит пожар. Охваченное огнём здание музея начинает рушиться, и все, кто был внутри, погибают. Марк и Сара, накрывшись полотном, благополучно выбираются наружу.

## В ролях
- Зак Гэллиган — Марк Лофтмор
- Дебора Форман — Сара Брайтман
- Мишель Джонсон — Чайна Уэбстер
- Дана Эшбрук — Тони
- Майка Грант — Джонатан
- Эрик Браун — Джеймс
- Клэр Кэри — Джемма
- Дэвид Уорнер — Дэвид Линкольн, хозяин музея
- Патрик Макни — сэр Уилфред
- Михай Месарош — Ганс, слуга в музее
- Джек Дэвид Уокер — Малыш, слуга в музее
- Чарльз Маккоэн — инспектор Робертс
- Дж. Кеннет Кэмпбелл — маркиз де Сад
- Майлз О’Киффи — граф Дракула
- Джон Рис-Дэвис — оборотень (Антон Уэббер)
- Дженнифер Бэсси — миссис Лофтмор

## Критика
Brian W. Collins написал ревью на картину.

## Награды и номинации
- 1989 — Серебряный ворон[фр.] на Брюссельском кинофестивале фантастических фильмов
- 1989 — Приз в номинации «страх» кинофестиваля фантастических фильмов в Авориазе
- 1990 — Номинирован на кинопремию «Сатурн» в четырёх номинациях: «лучший фильм ужасов», «лучший режиссёр» (Энтони Хикокс), «лучший грим», «лучшие костюмы»[2].